# Raymondiella weatherbiana
Raymondiella weatherbiana là loài thực vật có hoa trong họ Cói. Loài này được (Fernald) B. Boivin miêu tả khoa học đầu tiên năm 1973.